# Таи (национальный парк)
Та́и (фр. Parc national de Taï) — национальный парк в Кот-д'Ивуаре. Расположен на западе страны, на границе с Либерией. Создан для защиты одного из последних массивов влажного экваториального леса в Западной Африке. В 1982 году внесён в список Всемирного наследия.

## История
В 1926 году, когда Кот-д’Ивуар был французской колонией, здесь был образован природный резерват площадью 5603 км². Затем территория многократно меняла статус, пока в 1972 году тут не был образован национальный парк указом президента Кот-д’Ивуара. Площадь парка в результате составила 3500 км². В том же году из парка был выделен природный резерват Нзо площадью 723 км². В 1973 году ещё 200 км² были выведены из состава национального парка и переданы резервату. В 1996 году вокруг парка была образована буферная зона площадью 960 км², в которой постепенно была прекращена вся хозяйственная деятельность. В 2006 году резерват был снова включён в состав национального парка Таи.
В 1978 году парк был объявлен биосферным резерватом в рамках программы ЮНЕСКО «Человек и биосфера».
Парк существенно пострадал во время гражданской войны в стране 2002—2007 годов, когда в парке стали селиться беженцы, а также существенно увеличился размах браконьерства.

## География
Парк находится на высоте от 80 до 396 м, высшая точка — гора Ниенокуэ. Он расположен на плато, пересечённом несколькими глубокими долинами. Весь водосток из парка происходит в бассейн реки Кавалли, уровень воды существенно зависит от времени года. На юго-западе парка имеются болота.

### Флора
Парк является последним большим остатком Верхне-Гвинейской сельвы, когда-то занимавших территории современных Ганы, Того, Кот-д’Ивуара, Сьерра-Леоне, Либерии, Гвинеи и Гвинеи-Бисау. Около 90 % тропических лесов Кот-д’Ивуара были уничтожены в последние 50 лет. На территории парка произрастают 1300 видов высших растений, из которых около 50 эндемичных.

### Фауна
Из млекопитающих в парке встречаются одиннадцать видов обезьян, в том числе шимпанзе и несколько видов мартышек, карликовый бегемот, бонго, африканский буйвол, несколько видов дукеров (Cephalophus silvicultor, Cephalophus jentinki, Cephalophus zebra, Cephalophus maxwelii, Cephalophus ogilbyi, Cephalophus niger, Cephalophus dorsalis). Поголовье слонов составляет около 750 особей.